# Championnat d'Europe 1997 de football américain
 (août 2018).
Si vous disposez d'ouvrages ou d'articles de référence ou si vous connaissez des sites web de qualité traitant du thème abordé ici, merci de compléter l'article en donnant les références utiles à sa vérifiabilité et en les liant à la section « Notes et références ».
Navigation
1995 2000
Le Championnat d'Europe 1997 de football américain (en anglais, 1997 American Football European Championship) est la 9e édition du Championnat d'Europe de football américain. Il s'agit d'une compétition continentale de football américain mettant aux prises les sélections nationales européennes affiliées à l'EFAF.
Cette édition s'est déroulée en Italie à Bolzano du 16 juillet au 19 juillet 1997.
C'est l'équipe de Finlande qui pour la troisième fois consécutive remporte la compétition, la quatrième de son histoire.

## Équipes participantes
| # | Équipe          | Motif de la qualification           | Dernière participation |
| - | --------------- | ----------------------------------- | ---------------------- |
| 1 | Finlande        | 1er de l' Euro 1995                 | Euro 1995              |
| 2 | Suède           | Vainqueur du barrage avec l'Ukraine | Euro 1993              |
| 3 | Italie          | Pays organisateur                   | Euro 1995              |
| 4 | Grande-Bretagne | Vainqueur du barrage avec l'Espagne | Euro 1991              |

## Les matchs
|  | Demi-finales                | Demi-finales                |                        |    | Finale                    | Finale                    |
|  | Demi-finales                | Demi-finales                |                        |    | Finale                    | Finale                    |
|  |                             |                             |                        |    |                           |                           |
|  | 16 juillet 1997 à Bolzano * | 16 juillet 1997 à Bolzano * |                        |    | 16 juillet 1997 à Bolzano | 16 juillet 1997 à Bolzano |
|  | 16 juillet 1997 à Bolzano * | 16 juillet 1997 à Bolzano * |                        |    | 16 juillet 1997 à Bolzano | 16 juillet 1997 à Bolzano |
|  | Finlande                    | 24                          |                        |    | 16 juillet 1997 à Bolzano | 16 juillet 1997 à Bolzano |
|  | Finlande                    | 24                          |                        |    | 16 juillet 1997 à Bolzano | 16 juillet 1997 à Bolzano |
|  | Grande-Bretagne             | 6                           |                        |    | 16 juillet 1997 à Bolzano | 16 juillet 1997 à Bolzano |
|  | Grande-Bretagne             | 6                           | Finlande               | 27 |                           |                           |
|  | 16 juillet 1997 à Bolzano   |                             | Finlande               | 27 |                           |                           |
|  |                             | Suède                       | 6                      |    |                           |                           |
|  | Italie                      | Suède                       | 6                      | 3  |                           |                           |
|  | Italie                      |                             |                        | 3  |                           |                           |
|  | Suède                       | 23                          |                        |    |                           |                           |
|  | Suède                       | 23                          | Match pour la 3e place |    |                           |                           |
|  |                             |                             |                        |    |                           |                           |
|  | 16 juillet 1997 à Bolzano   |                             |                        |    |                           |                           |
|  |                             |                             |                        |    |                           |                           |
|  | Grande-Bretagne             | 7                           |                        |    |                           |                           |
|  | Grande-Bretagne             | 7                           |                        |    |                           |                           |
|  | Italie                      | 14                          |                        |    |                           |                           |
|  | Italie                      | 14                          |                        |    |                           |                           |